# Charoides obliquefasciata
Charoides obliquefasciata är en skalbaggsart som beskrevs av Dillon 1952. Charoides obliquefasciata ingår i släktet Charoides och familjen långhorningar. Inga underarter finns listade i Catalogue of Life.